# Ured za suzbijanje korupcije i organiziranog kriminaliteta
Ured za suzbijanje korupcije i organiziranog kriminaliteta (ili kraće USKOK) specijalizirano je tijelo u sastavu Državnog odvjetništva Republike Hrvatske, zaduženo za progon korupcije i organiziranog kriminaliteta. USKOK je osnovan 2001. godine Zakonom o Uredu za suzbijanje korupcije i organiziranog kriminaliteta kao odraz potrebe da se fenomenu korupcije i organiziranog kriminaliteta posveti posebna i sustavna pozornost u svim njegovim segmentima na planu edukacije, prevencije i suzbijanja. Hrvatska je na taj način ujedno ispunila i obveze preuzete usvajanjem međunarodnih dokumenata.
Sjedište ureda je u Zagrebu, a nadležan je za cijelu Hrvatsku. Radom ureda upravlja ravnatelj, kojeg imenuje Glavni državni odvjetnik Republike Hrvatske, uz prethodno pribavljeno mišljenje ministra pravosuđa te kolegija Državnog odvjetništva. Za ravnatelja USKOK-a može se imenovati zamjenik Glavnog državnog odvjetnika, odnosno županijski državni odvjetnik ili njegov zamjenik, ako ispunjava uvjete za imenovanje na mjesto zamjenika Glavnog državnog odvjetnika. Ravnatelju mandat traje 4 godine, a nakon isteka može biti ponovno imenovan. U obavljanju dužnosti, ravnatelj ima prava i dužnosti kao državni odvjetnik. Dužnost ravnateljice USKOK-a trenutačno obavlja Željka Mostečak.
Poslove državnog odvjetništva u USKOK-u obavlja ravnatelj i zamjenici ravnatelja. Njima u radu pomažu viši savjetnici, savjetnici i stručni suradnici.

## Nadležnost
USKOK se bavi suzbijanjem korupcije i organiziranog kriminaliteta. Kaznena djela za koje je nadležan taksativno su nabrojena Zakonom o USKOK-u. Za ostala kaznena djela nadležno je Državno odvjetništvo.
Ured obavlja poslove državnog odvjetništva u predmetima kaznenih djela (definicija pojedinog kaznenog djela propisana je Kaznenim zakonom):
- zlouporabe u postupku stečaja, nelojalne konkurencije u vanjskotrgovinskom poslovanju, zlouporabe obavljanja dužnosti državne vlasti, protuzakonitog posredovanja, primanja mita, primanja mita u gospodarskom poslovanju, davanja mita i davanja mita u gospodarskom poslovanju,
- protupravnog oduzimanja slobode, otmice, prisile, trgovanja ljudima i ropstva, protuzakonitog prebacivanja osoba preko državne granice, razbojništva, iznude, ucjene, prikrivanja protuzakonito dobivenog novca ("pranje novca") i protupravne naplate, ako su ta kaznena djela počinjena u sastavu grupe ili zločinačke organizacije,
- zlouporabe opojnih droga,
- udruživanja za počinjenje kaznenih djela, uključujući pri tome sva kaznena djela koja je počinila ta grupa ili zločinačka organizacija, osim za kaznena djela protiv Republike Hrvatske i oružanih snaga,
- počinjenih u vezi s djelovanjem grupe ili zločinačke organizacije za koja je propisana kazna zatvora u trajanju duljem od tri godine, a kazneno djelo je počinjeno na području dviju ili više država ili je značajan dio njegovog pripremanja ili planiranja izvršen u drugoj državi.

Ured je nadležan i za vođenje kaznenog postupka protiv organizatora grupe ili zločinačke organizacije za počinjenje kaznenih djela podvođenja, nedozvoljene trgovine zlatom i izbjegavanja carinskog nadzora.
Ured je nadležan i za kaznena djela prikrivanja protuzakonito dobivenog novca, sprječavanja dokazivanja, prisile prema pravosudnom dužnosniku, sprječavanja službene osobe u obavljanju službene dužnosti, napada na službenu osobu te kazneno djelo otkrivanja identiteta zaštićenog svjedoka, ako su ova djela počinjena u vezi s počinjenjem kaznenih djela.
Što je grupa, odnosno zločinačka organizacija propisano je Kaznenim zakonom. Grupa ljudi su najmanje tri osobe koje su povezane radi trajnog ili povremenog činjenja kaznenih djela, pri čemu svaka od tih osoba daje svoj udio u počinjenju kaznenog djela. Zločinačka organizacija je strukturirano udruženje od najmanje tri osobe koje postoji tijekom određenog razdoblja i djeluje sa zajedničkim ciljem počinjenja jednog ili više kaznenih djela radi izravnog ili neizravnog stjecanja financijske ili druge materijalne koristi ili s ciljem ostvarivanja i zadržavanja nadzora nad pojedinim gospodarskim ili drugim djelatnostima, a radi se o kaznenim djelima za koja se može izreći kazna zatvora u trajanju od najmanje četiri godine ili teža kazna. Zločinačka organizacija je temelj pojma organiziranog kriminala.

## Postupak
Sva tijela državne vlasti i sve pravne osobe koje u svojem djelokrugu ili u obavljanju svoje djelatnosti saznaju za okolnosti i podatke koji upućuju na neko kazneno djelo za koje je nadležan USKOK, posebice za one koje kroz način planiranja i pripremanja kaznenog djela, način počinjenja, postupanje s ostvarenim financijskim sredstvima, sudjelovanje u poslovnom prometu, konspirativno ponašanje počinitelja, povezanost s inozemstvom, korupciju ili pokušaje korupcije i druga slična ponašanja (naznake organiziranog kriminaliteta) ukazuju na djelovanje udruženja od najmanje tri osobe koje su se udružile radi činjenja kaznenih djela, dužne su o tim okolnostima podnijeti kaznenu prijavu ili obavijestiti USKOK.
Svi spisi o postupku kojeg provodi USKOK nose oznaku tajne.
Kazneni postupak za kaznena djela iz nadležnosti USKOK-a provode Županijski sudovi u Zagrebu, Osijeku, Rijeci i Splitu.

## Poveznice
- Državno odvjetništvo Republike Hrvatske
- Sudbena vlast u Hrvatskoj
- Korupcija u Hrvatskoj

## Vanjske poveznice
- USKOK - službene stranice
- Državno odvjeništvo RH
- Zakon o Uredu za suzbijanje korupcije i organiziranog kriminala (NN 76/2009)